# Shelfordia havilandi
Shelfordia havilandi är en stekelart som först beskrevs av Cameron 1906.  Shelfordia havilandi ingår i släktet Shelfordia och familjen bracksteklar. Inga underarter finns listade i Catalogue of Life.